# Milow (Milower Land)
Milow [ˈmiːloː] ist ein Ortsteil der Gemeinde Milower Land im Landkreis Havelland in Brandenburg, (Deutschland).

## Geografie und Verkehrsanbindung
Milow liegt an der L 963 und direkt an der nördlich fließenden Havel. Weiter östlich verläuft die B 102. Die Landesgrenze zu Sachsen-Anhalt verläuft 2 km entfernt südlich. Westlich erhebt sich der 84 Meter hohe Milower Berg.
Zum Ortsteil Milow gehören die Gemeindeteile Marquede, Neu Dessau und Wilhelminenthal, sowie die Wohnplätze Alte Schäferei, Milow-Ausbau und Wolfsmühle.

## Ortsname
Der Ortsname ist von Mil'ov- bzw. Milov = Ort eines Mil abgeleitet.
Mil ist entweder ein Zuname oder Kosename für einen Vornamen wie Milobrat, zum Adj. mil- lieb, wert.

## Geschichte

### Vorgeschichte

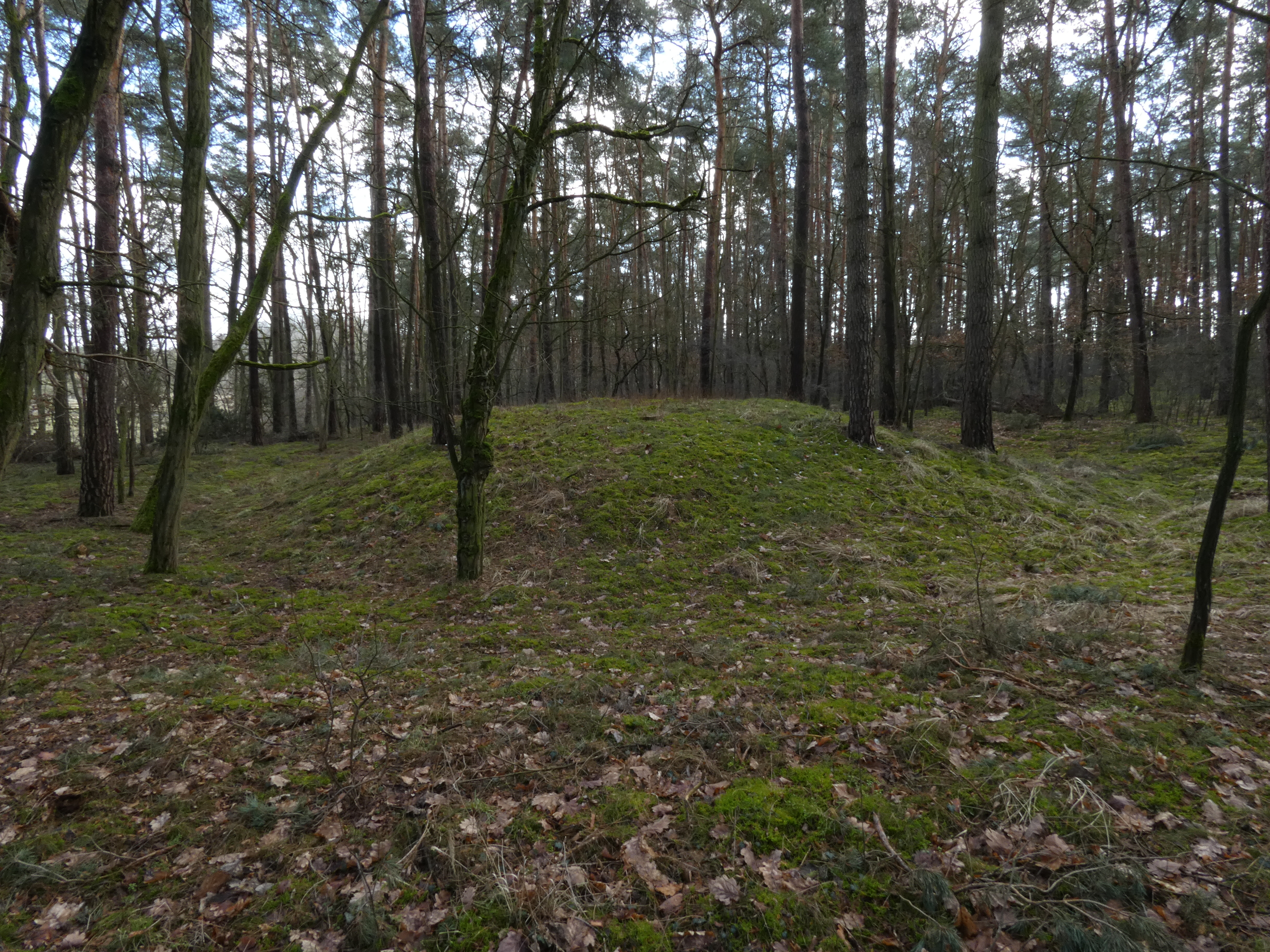
Hügelgrab Nummer 3 des Hügelgräberfeldes Vieritzer Berg

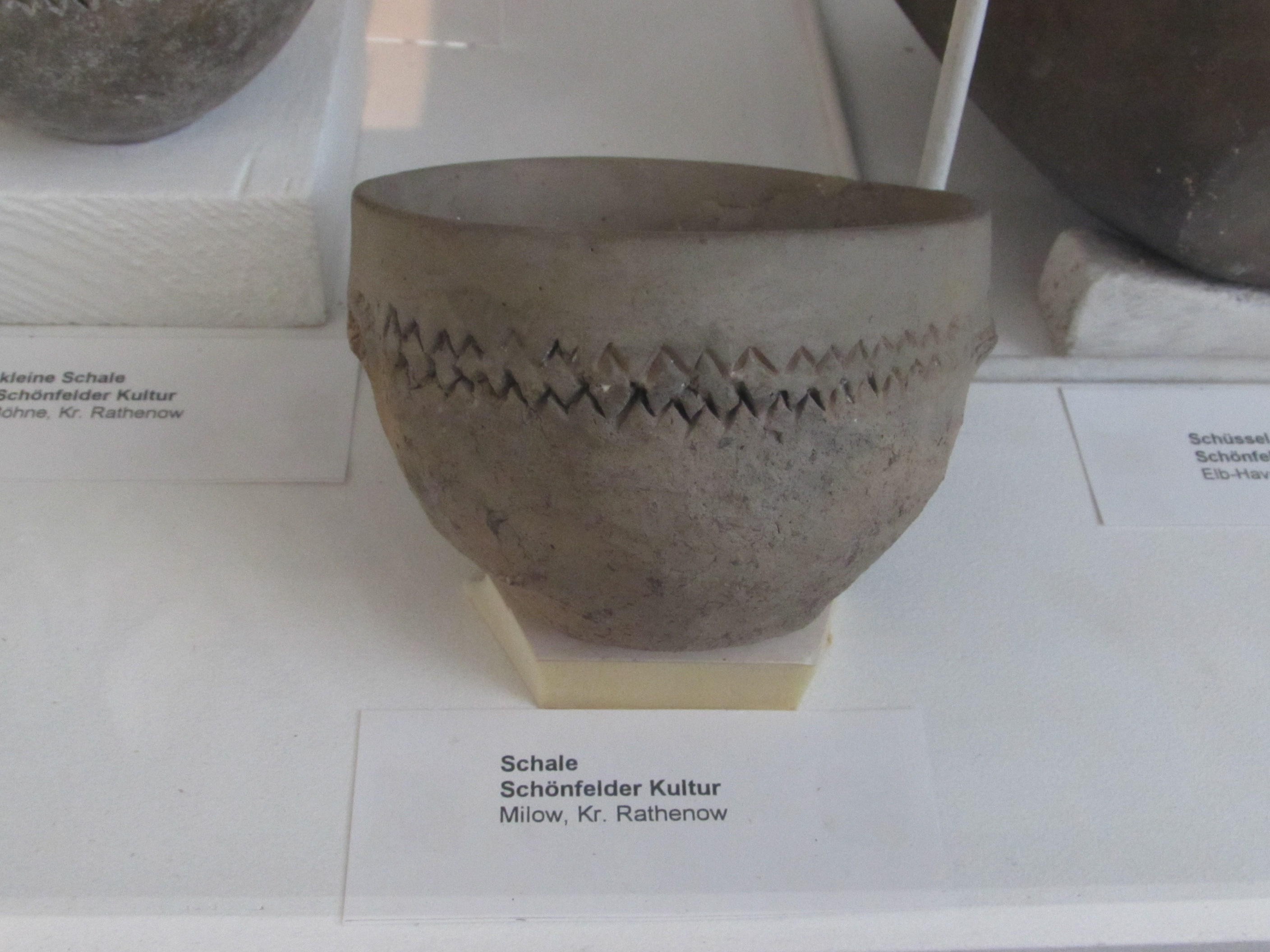
Jungsteinzeitliche Schale (Schönfelder Kultur), Fundort Milow, Kreismuseum Jerichower Land

Das Gebiet der Gemeinde Milower Land war nachweislich bereits in prähistorischer Zeit besiedelt. So liegen beispielsweise Funde aus der Jungsteinzeit aus der Gemarkung Milow vor. Im Kreismuseum Jerichower Land in Genthin befindet sich eine Schale, die der Schönfelder Kultur zugeschrieben wurde. Weiterhin existieren bronzezeitliche Funde in Form von Steinäxten aus Milow und Knoblauch. Am Osthang des Vieritzer Berges, östlich der Ortslage befindet sich das urgeschichtliche Hügelgräberfeld Vieritzer Berg. Dieses besteht aus mehreren gesicherten und vermuteten Hügelgräbern und ist als Bodendenkmal ausgewiesen. Bei Nitzahn wurden mehrere Urnengräberfelder der Bronze-, der Eisen- und der römischen Kaiserzeit entdeckt. Diese liegen im Bereich des Dorfausgangs direkt nebeneinander. In den etwa 60 Gräbern, die der römischen Kaiserzeit zugeordnet werden konnten, fanden sich beispielsweise Fibeln, Messer, Nadeln, Schnallen und Riemenzungen.
In das 5. Jahrhundert konnten nordwestlich der Halbinsel Lutze gefundene Urnengräber datiert werden. Es handelt sich um Schalengefäße ohne Beigaben und um seltene Grabfunde der Völkerwanderungszeit aus dem Gebiet. Weiterhin wurden Scherben, die sich in die frühmittelalterliche Slawenzeit datieren ließen und ein um das Jahr 800 gefertigtes Schwert bei Möthlitz entdeckt. Weitere slawische Siedlungsnachweise existieren aus der Gemarkung Jerchel (7. bis ins 10. Jahrhundert). Nordöstlich des Dorfes existierte ein slawischer Burgwall, der anhand ebenfalls von Scherbenfunden mindestens dem 9. bis 10. Jahrhundert zugeordnet werden konnte.

### Mittelalter
Erstmals erwähnt wurde Milow im Jahre 1144, und zwar in einer Schenkungsurkunde von Hartwig, Graf von Stade, Dompropst von Bremen und Domherr von Magdeburg, an das Erzstift Magdeburg. Auf der Grundlage eben dieser Urkunde ist zu vermuten, dass der Ort während des Hochmittelalters Mittelpunkt einer Burgward war. Zehn Jahre später, am 4. April 1225 wurde in einer bischöflichen Urkunde ein Pfarrer Johann von Mothennyz als Zeuge genannt. Dabei könnte es sich um die erste schriftliche Erwähnung von Möthlitz handeln, was jedoch angezweifelt wird. Ein in derselben Urkunde genannter Pfarrer Johann von Banthyz wird dem Dorf Bahnitz zugeschrieben. Erstmals urkundlich erwähnt wurde Jerchel in der Mitte des 14. Jahrhunderts als „Gerchel“ in den Lehnbüchern der Erzbischöfe von Magdeburg. Besitzer des Dorfes war die Familie von Werder. In diesen Lehnsbüchern fand auch die erste zweifelsfreie Erwähnung von Möthlitz als „Motelitze“ statt. Auch das Dorf gehörte der Familie von Werder. Bahnitz („Bantz“) gehörte der Familie von Byern. Die bekannte Ersterwähnung des Ortsteils Buckow stammt aus dem Jahr 1335 und die Großwudickes aus dem Jahr 1397 im Lehnbuch des Erzbischofs Albrecht IV. von Magdeburg. Von 1390 bis 1754 war das Rittergut Milow mit den Nebengütern Bützer, Jerchel und Marquede im Besitz der Familie von Tresckow (Treskow), die 1695 auf den Grundmauern eines Vorgängerbaus die noch heute bestehende Dorfkirche als Fachwerkbau errichten ließ. Bauherren waren Johann Sigismund v. Tresckow (1660–1718) und seine Ehefrau Anna Elisabeth, geb. v. Katte.

### Neuzeit
Moritz von Anhalt-Dessau erwarb 1754 Milow als Domgut. Im selben Jahr gründete er südlich davon den Ort Leopoldsburg und ein Jahr später die heutigen Gemeindeteile Neu-Dessau und Wilhelminenthal.
Die Kolonisten in diesen Orten waren mehrheitlich Calvinisten und für sie wurde eigens 1770 die Leopoldsburger Kirche eingeweiht, in der sich heute die Sparkasse befindet.
Carl Bolle (1832–1910), Gründer und Besitzer der traditionsreichen Meierei C. Bolle in Berlin, baute in Milow eine Villa, die er später seinen Mitarbeitern zur Erholung überließ. Heute befindet sich in diesem Gebäude die Jugendherberge Carl Bolle (grundrenoviert 2010).
Am 27. November 1899 wurde die Bahnstrecke Genthin-Milow in Betrieb genommen. Sie diente sowohl dem Personen- als auch dem Güterverkehr, bis 1967 erst der Personenverkehr und 1971 dann auch der Güterverkehr eingestellt wurde.
Am Ende des Zweiten Weltkrieges erwarben sich drei Milower Bürger, der Studienrat Pritzkow, der Bauer Fritz Ohm und der Pfarrer Paul Büchtemann, große Verdienste um den Ort, als sie in unerschrockener Konfrontation gegenüber dem SS-Kommandanten das Hissen weißer Fahnen organisierten und so dem Ort seine gewaltsame Zerstörung durch die Rote Armee ersparten.
Anfang der 1950er Jahre wurden in Milow die Landwirtschaftlichen Produktionsgenossenschaften (LPG) „Freundschaft“ (1952, Typ III) und „Heimaterde“ (1953) gegründet. Sie wurden 1969 zusammengeschlossen. Während in Nitzahn Pflanzen produziert wurden, spezialisierte sich die Milower LPG auf die Tierproduktion. 1975 erfolgte der Zusammenschluss mit der LPG Jerchel.
Im Zuge der Ämterbildung 1992 in Brandenburg schlossen sich folgende acht Gemeinden aus dem damaligen Kreis Rathenow zu einem Verwaltungsverbund, Amt Milow genannt, zusammen: Großwudicke, Milow, Nitzahn, Vieritz, Jerchel, Möthlitz, Bützer und Zollchow. Am 3. Juli 1992 erteilte der Minister des Innern seine Zustimmung zur Bildung des Amtes Milow für dessen Zustandekommen der 16. Juli 1992 festgelegt wurde. Sitz der Amtsverwaltung war die Gemeinde Milow. Erster Amtsdirektor wurde Günter Geib.

### Eingemeindungen
Am 1. April 1914 wurden die Landgemeinden Altmilow, Neumilow und Leopoldsburg zu einer Landgemeinde mit dem Namen „Milow“ vereinigt.
Am 30. September 1928 wurde der Gutsbezirk Milow mit der Landgemeinde Milow vereinigt.
Am 20. Juli 1950 wurde die bis dahin eigenständige Gemeinde Bützer und die Ortsteile Marquede und Schäferei der Gemeinde Jerchel nach Milow eingemeindet.
Am 26. Oktober 2003 wurde Milow gemeinsam mit den Orten Bützer, Großwudicke, Jerchel, Möthlitz, Vieritz und Zollchow zur Gemeinde Milower Land zusammengeschlossen.

## Wappen
| | Blasonierung: „Schräglinks geteilt von Silber und Blau, belegt von einem schwarzen Entenkopf mit goldenem Schnabel und Halsring.“ |
| Das Wappen der ehemaligen Gemeinde wurde vom Heraldiker Jörg Mantzsch aus Magdeburg gestaltet, bereits am 14. September 1994 vom Ministerium des Innern genehmigt und am 18. Februar 2013 unter der Registratur 14 BR in die Deutsche Ortswappenrolle (DOWR) des HEROLD eingetragen und dokumentiert. Gestiftet wurde es von der Gemeinde Milower Land, um es als Symbol der örtlich-lokalen Identität außerhalb von Amtshandlungen zu führen. | |